# Christof Heyduck
Christof Heyduck (* 21. Dezember 1927 in Breslau) ist ein deutscher Bühnenbildner und freischaffender Künstler.

## Leben
Heyduck besuchte in Breslau das Maria-Magdalenen-Gymnasium. Im Alter von 17 Jahren wurde er aus amerikanischer Kriegsgefangenschaft in Remagen in französische Kriegsgefangenschaft ins Lager Camp de Novel bei Annecy überführt. Aufgrund seiner zeichnerische Begabung wurde er zur Arbeit in der öffentlichen Bibliothek in Annecy kommandiert. Nach seiner Entlassung im Juli 1948 zog er mit seinen Eltern nach Kassel, wo er von 1948 bis 1954 an der Werkakademie studierte. Zu seinen Lehrern gehörten der Graphiker Hans Leistikow und der Bühnenbildner Teo Otto. Nach dem Studium wirkte er als Bühnenbildner und Ausstattungsleiter in Bielefeld, an den Städtischen Bühnen Münster, dem Salzburger Landestheater und dem Deutschen Theater Göttingen unter dem Regisseur Heinz Hilpert. Im Jahr 1968 schuf er das Bühnenbild der Aufführung Die Erschaffung der Welt im Rahmen der Wiener Festwochen. Weitere Stationen seiner Arbeit waren das Theater Basel, das Staatstheater Stuttgart, das Theater Baden-Baden, das Musiktheater im Revier Gelsenkirchen und das Staatstheater Darmstadt.
Heyduck arbeitet seit Anfang der 1990er Jahre auch als Videokünstler, wobei seine Ideen und Bilder von seinem Sohn Nikolaus Heyduck (* 1957, ebenfalls freischaffender Künstler) umgesetzt werden.
Seine Ehefrau ist die Kinderbuchautorin und Illustratorin Hilde Heyduck-Huth (* 1929). Das Ehepaar Heyduck ist seit 1949 verheiratet und lebt seit 2002 in Bad Orb.

## Werke und Ausstellungen
Heyduck schenkte der Stadt Annecy seine zahlreichen Bilder, die er in der Gefangenschaft angefertigt hatte. Seit der Kriegsgefangenschaft, die ihn so positiv prägte und seinen Lebensweg bestimmte, betont er die deutsch-französische Freundschaft und die europäische Vereinigungsidee.
Seit 2002 gehört der Vorlass von Christof Heyduck zum Bestand des Theatermuseums Düsseldorf. Im Jahr 2004 wurden außerdem die Projektionsvorlagen zur Oper Wozzeck erworben, die als bedeutendster Bilderzyklus Heyducks angesehen werden.
Anlässlich seines 75. Geburtstages wurde die Ausstellung Geistige Räume. Arbeiten für Bühne, Fernsehen und Video konzipiert, die in den Jahren 2003 und 2004 im Oberschlesischen Landesmuseum Ratingen, Theatermuseum Düsseldorf, Zentrum für Szenografie Kattowitz, Architekturmuseum Breslau und Westpreussischen Landesmuseum Münster gezeigt.
Anlässlich seines 80. Geburtstages wurde im November 2007 im Hanauer Comoedienhaus das Kindermusical Gluck der Sternenfischer uraufgeführt.
Weitere Ausstellungen
- 2006: Genesis in Bad Orb
- 2007: Theatermuseum Düsseldorf
- 2007: Giebelsaal der Städtischen Galerie Wangen im Allgäu
- 2008: im Kreisforum Gelnhausen
- 2008: Die Heyducks – Vater und Söhne, Galerie Alfred Merkelbach in Düsseldorf